# María Onetto

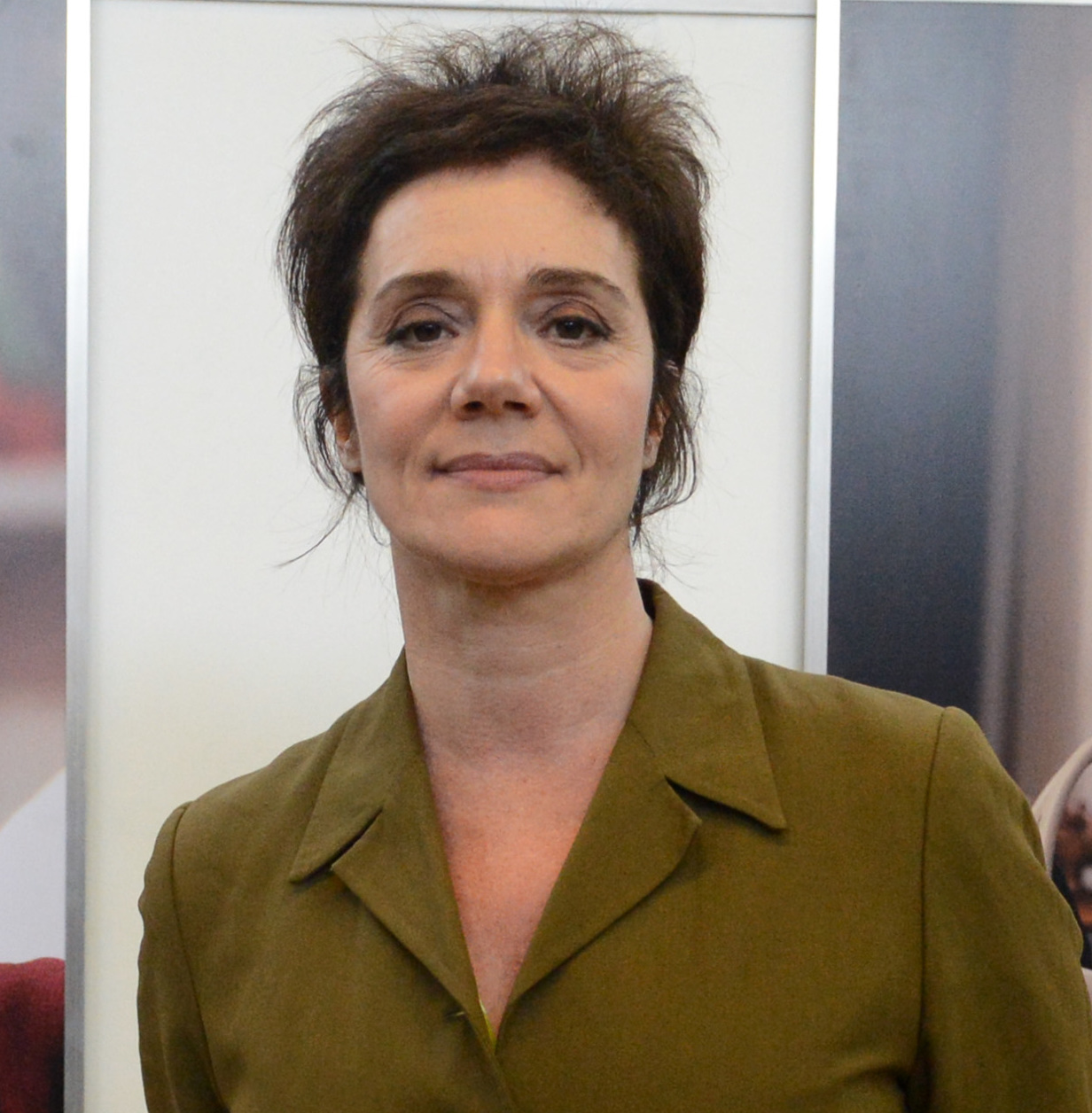
María Onetto (2014)

María Onetto (* 18. August 1966 in Buenos Aires; † 2. März 2023 ebenda) war eine argentinische Theater-, Film- und Fernsehschauspielerin. Sie erhielt 2011 den Premio Konex in der Kategorie Unterhaltung für ihre Theaterarbeit und war auch für ihre Rolle in der argentinischen Fernsehserie Montecristo aus dem Jahr 2006 bekannt, für die sie den Clarín- und den Martín-Fierro-Preis als beste Schauspielerin gewann.

## Leben
Onetto war die Tochter von Estela Mary Pastore und Jorge Onetto, einem Angestellten des Energieversorgers SEGBA und Gastronomen. Die Familie lebte in einem Vorort von Martínez, Provinz Buenos Aires. Als María ein Jahr alt war, starb ihr Vater 1967 an einem Herzinfarkt. Sie besuchte eine Nonnenschule und begann im Alter von 17 Jahren ein Psychologiestudium an der Universität von Buenos Aires, wo sie auch Studententheater spielte.
Nach vier Jahren schloss sie ihr Studium ab und arbeitete eine Zeit lang an derselben Schule wie ihre Mutter, wo sie psycho-pädagogische Gutachten erstellte.
1991 trat sie in das Sportivo Teatral ein. 1996 verließ sie das Theater, um Literatur zu studieren. Nach einem Auftritt in Rafael Spregelburds Inszenierung Dragging the Cross fasste sie den Entschluss, sich ausschließlich auf die Schauspielerei zu konzentrieren.
Einem größeren internationalen Publikum wurde sie durch ihre Hauptrolle in Lucrecia Martels Film Die Frau ohne Kopf bekannt, der bei den Filmfestspielen von Cannes 2008 für die Goldene Palme nominiert wurde.
Am 2. März 2023 wurde María Onetto im Alter von 56 Jahren tot in ihrer Wohnung in Buenos Aires aufgefunden.

## Filmographie (Auswahl)
- 2007: Der Andere (El Otro)
- 2008: Die Frau ohne Kopf (La mujer sin cabeza)
- 2014: Wild Tales – Jeder dreht mal durch! (Relatos salvajes)
- 2023: Ringo – Sieg und Niederlage (Ringo. Gloria y muerte)